# Radovan Jakić
Radovan Jakić, črnogorski general in pravnik, * 6. oktober 1917, † ?.

## Življenjepis
Pred vojno je študiral na beograjski Pravni fakulteti; študij je dokončal leta 1957. Leta 1939 je postal član KPJ in leta 1941 je sodeloval pri organiziranju NOVJ. Med vojno je bil politični komisar več enot.
Po vojni je bil med drugim predsednik Vrhovnega vojaškega sodišča JLA.